# Customer Success Management
Customer Success Management, kurz CSM (englisch für Kundenerfolgsmanagement) bezeichnet die konsequente Ausrichtung eines Unternehmens auf den Erfolg seiner Kunden. Dies bedeutet, dass das Unternehmen dahingehend agieren soll, dass die Kundenerwartungen an das Produkt erfüllt oder übertroffen werden.

## Entstehung
Das CSM hat seine Ursprünge im Customer Relationship Management (CRM): Bis in die 1990er Jahre fokussierte sich das Marketing auf die Kundentransaktion, bis zur Jahrtausendwende schließlich das Beziehungsmarketing entstand. Während in diesen frühen Konzepten des CRM der Kunde als passiver Wertempfänger wahrgenommen wird, entwickelt er sich heute zunehmend zum aktiven Teilnehmer am Wertschöpfungsprozess. Hieraus entwickelte sich das bis heute gültige Konzept des Kundenengagements, das den Kunden als co-kreirenden Wertstifter sieht, wodurch er einen direkten und/oder indirekten Beitrag zur Wertschöpfung leistet. Aufbauend auf der These, dass CRM-Konzepte aufeinander aufbauen, stellt das CSM den aktuellsten Entwicklungsschritt des Kundenbeziehungsmanagements dar: Basierend auf dem Kundenengagement berücksichtigt es die Kundenloyalität, geht aber weiter, indem es die Zielerreichung des Kunden vor sein Engagementverhalten stellt. Folglich ist das CSM der nächste evolutionäre Schritt des Kundenbeziehungsmanagements. Maßgeblicher Treiber des CSM-Ansatzes sind die neuen Herausforderungen, die durch die Umstellung von Geschäftsmodellen vom Lizenzverkauf zu Subskriptionsabonnements wie Anything-as-a-Service (XaaS) oder Software-as-a-Service (SaaS) entstehen, wodurch sich das Machtgefälle hin zum Kunden verschiebt. Zusätzlich führen insbesondere die zunehmende technologische Einfluss zu einer tiefgreifenden Änderung der Kundenbeziehung.

## Konzeptualisierung des Customer Success Managements
Aufbauend auf dem Konzept der getrennten Wertschöpfungssphären werden im CSM drei Sphären unterschieden: Customer Sphere (Kunden-Sphäre), Supplier Sphere (Anbieter-Sphäre) und Joint Sphere (Verbindungs-Sphäre). Diesen Sphären werden die drei Begriffe: Customer Success (CS, Kundenerfolg), Customer Success Management (Kundenerfolgsmanagement) und Customer Success Manager (CS-Manager, Kundenerfolgsmanager) zugeordnet.

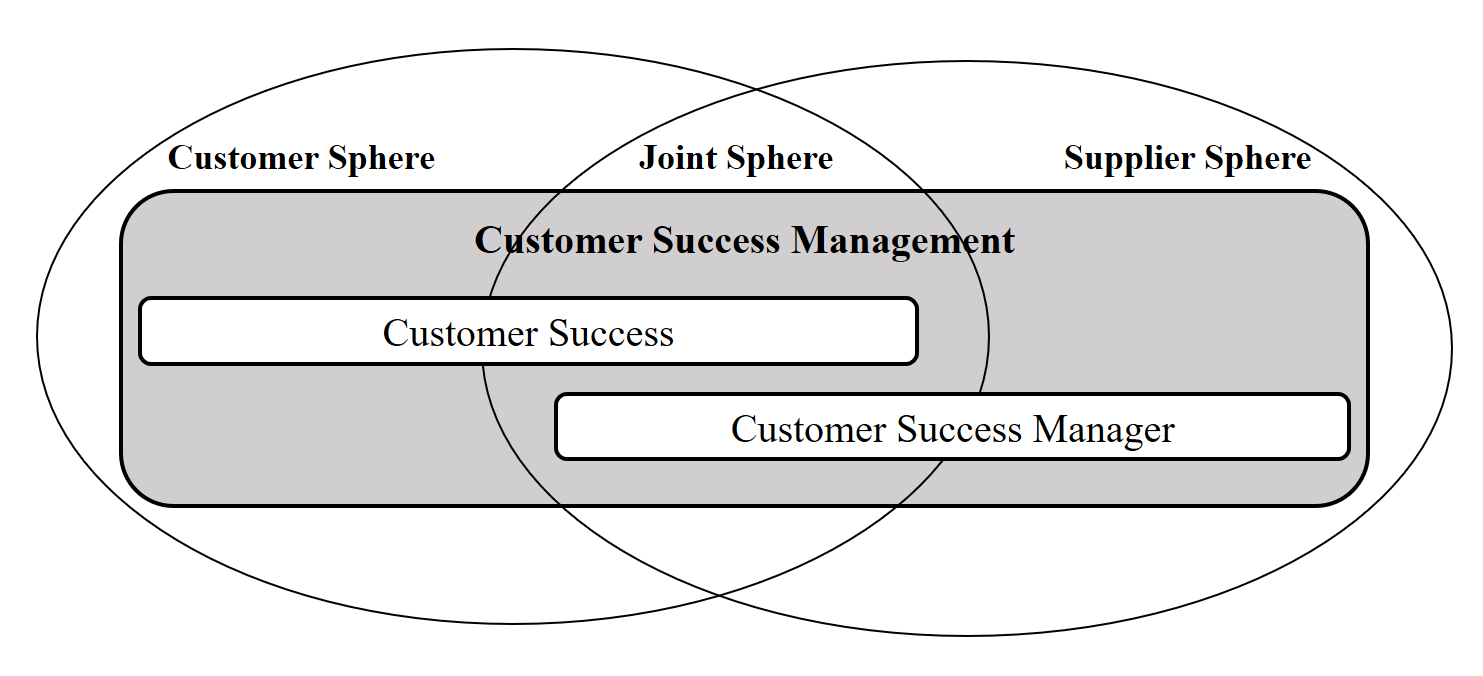
Konzeptualisierung des CSM

### Customer Success
Der CS stellt ein subjektiv und kundenwahrnehmendes Konstrukt dar, das sich über die Customer Sphere und Joint Sphere spannt. Er spiegelt den Grad der Zielerreichung wider, der durch die Nutzung des Anbieterangebots (z. B. Produkt, Service) beim Kunden entsteht. Folglich ist Customer Success als Geschäftsmethode zu verstehen, die sicherstellen soll, dass der Kunde den gewünschten Outcome während der Angebotsnutzung erzielt bzw. maximiert. Weiterhin ist Customer Success als langfristige und professionell entwickelte Strategie anzusehen. Mehta und Pickens (2020) unterscheiden zudem drei Konzepte: 1) CS als Organisation, 2) CS als Disziplin und 3) CS als Philosophie. Wie die Einblicke in die Literatur zeigen steckt die akademische Forschung zu Customer Success noch in ihren Anfängen und es herrscht ein uneinheitliches Definitionsgefüge. Grob lassen sich die Sichtweisen zu CS folgendermaßen zusammenfassen: CS orientiert sich am Erfolg des Kunden, betrifft die gesamte Unternehmensorganisation und ist als Prozess zu verstehen.

### Customer Success Management
Das CSM bildet den Joint-Management-Prozess ab und spannt sich von der Customer Sphere bis zur Supplier Sphere. Es ist der Prozess, der alle Aktivitäten des Kunden und des Anbieters umfasst, um die Ziele des Kunden und des Anbieters aufeinander abzustimmen. Demzufolge hat das CSM das Ziel den CS sicherzustellen und somit den Kunden erfolgreicher und nicht nur zufriedener zu machen. Weiterhin beruht CSM auf regelmäßigen proaktiven Maßnahmen des Anbieters, um den Kunden auf die gemeinsame Wertschöpfung auszurichten, seine Interessen innerhalb des Anbieterunternehmens zu vertreten und den durch das Angebot geschaffenen Wert sowohl zu demonstrieren als auch sicherzustellen.
Durch das proaktive Handeln und der Fokus auf die Weiterentwicklung und Beratung des Kunden unterscheidet sich das CSM fundamental vom Account Management bzw. Vertrieb, die Wertangebote an den Kunden verkaufen und vom Customer Service bzw. Support, die auf Kundenbedürfnisse reagieren.

### Customer Success Manager
Der CS-Manager ist eine Rolle innerhalb des Anbieterunternehmens und agiert innerhalb der Supplier Sphere und Joint Sphere. Er führt die Aktivitäten des CSM aus und ist für die Integration von Marketing, Vertrieb, Training und Support zuständig. Darüber hinaus hat der CS-Manager maßgeblich drei Aufgaben:
- Er soll Kundenabwanderung senken bzw. verhindern. Kundenabwanderung entsteht, wenn der Kunden entschieden hat, nicht länger Kunde zu sein. Um dies zu verhindern muss der CS-Manager für Vertragserneuerung sorgen, Kundenloyalität, -zufriedenheit und die Produktadoption sicherstellen. Weiterhin hat er dafür Sorge zu tragen, dass das Produkt die Anforderungen des Kunden erfüllt.[15][21][20] Die Gründe für Kundenabwanderung sind vielfältig und lassen sich auf exogene Gründe (kunden- und wettbewerbsbezogen) sowie endogene Gründe bzgl. des Anbieterunternehmens begründen.[22]
- Weiterhin hat er die Aufgabe, Wachstumsmöglichkeiten beim Kunden zu identifizieren und eine Beziehung mit diesem sicherzustellen. Um Wachstum zu fördern, weist er Kunden auf weitere Produkte hin und generiert auf diese Weise Up- und Cross-Selling-Potenziale. Diese Weiterentwicklungsstrategie beruht auf der Annahme, dass es günstiger ist bestehenden Kunden mehr zu verkaufen als neue zu akquirieren.[6][15][17][21]
- Die dritte Aufgabe ist den Kundenerhalt zu erhöhen. Hierbei handelt es sich um die wohl wichtigste Messgröße für einen CS-Manager. Der CS-Manger soll eine gute Beziehung zum Kunden aufrechterhalten und dem Kunden dabei helfen, seine Ziele zu erreichen, indem er kontinuierlich den Kundennutzen aufzeigt und Erfolgsmetriken identifiziert, die den Kundennutzen maximieren. Der Kundenerhalt ist darüber definiert, wie lange der Kunde über einen Zeitraum die im Vertrag festgehaltenen Umsätze einbringt.[6][15][17][21]

## Einführung des CSM in Unternehmen
Durch abonnementbasierte Geschäftsmodelle bieten Unternehmen Produkte, Dienstleistungen oder Lösungen (Kombinationen aus Produkten und Dienstleistungen) für die kontext- und kundenabhängigen Probleme ihrer Kunden an. Diese monatlich oder jährlich kündbar. Die ständige Erneuerung des Abonnements ist demnach besonders wichtig, insbesondere weil eine Abwanderung der Kunden nach der Vertragslaufzeit zu einer kostenintensiven Neuakquise führt. CSM bietet eine neue Möglichkeit langfristige Kundenbeziehung durch die Nutzenrealisierung und -steigerung herzustellen. Immer mehr Unternehmen aus allen Bereichen der Industrie führen deshalb CSM ein. CSM bietet darüber hinaus mehrere Vorteile für verschiedene Arten von Geschäftsmodellen wie z. B. Plattformgeschäftsmodelle.
In der Literatur werden gewisse Grundannahmen, Voraussetzungen und Abläufe mit entsprechender Pauschalität skizziert.
Der Integration und die Interpretation von CSM ist je nach Unternehmen unterschiedlich. Üblicherweise wird eine dedizierte CSM-Einheit geschaffen, die entweder eigenständig agiert oder einer der bestehenden Abteilungen (z. B. Vertrieb) untergeordnet wird. Die CSM-Aufgaben können jedoch auch auf bestehende Abteilungen und Funktionen verteilt werden, ohne dass es grundlegender Veränderungen im Organigramm bedarf.
Eine erfolgreiche Einführung von CSM ist maßgeblich durch die Unterstützung der Unternehmensführung sowie den Informationsfluss vom Kunden, über den CS Manger, in die Organisation abhängig.